# Omicron Piscium
Omicron Piscium (ο Psc / ο Piscium), conosciuta anche con il suo nome tradizionale di Torcularis Septentrionalis, è una stella nella costellazione dei Pesci di magnitudine apparente +4,26 distante dal 257 anni luce dal sistema solare.
Si tratta di una gigante gialla di classe spettrale G8III che ha una massa tripla rispetto al Sole ed è 135 volte più luminosa, mentre il suo raggio è 15 volte il raggio solare.